# Adolf Bleichert & Co.
Die Adolf Bleichert & Co., oft auch Adolf Bleichert & Co., Fabrik für Drahtseilbahnen, Leipzig-Gohlis genannt, war ein insbesondere im Seilbahnbau tätiges Unternehmen. Sie wurde 1876 von Adolf Bleichert gegründet und hatte ihren Sitz ab 1881 in Leipzig-Gohlis. In der DDR ging daraus der Volkseigene Betrieb VEB Schwermaschinenbau Verlade- und Transportanlagen Leipzig hervor bzw. ab 1973 VEB Verlade- und Transportanlagen Leipzig „Paul Fröhlich“ (abgekürzt VTA). Der Betrieb wurde 1991 eingestellt. Das ehemalige Betriebsgelände steht unter Denkmalschutz (siehe Liste der Kulturdenkmale in Gohlis-Mitte).

## Geschichte

### 1874 bis 1918

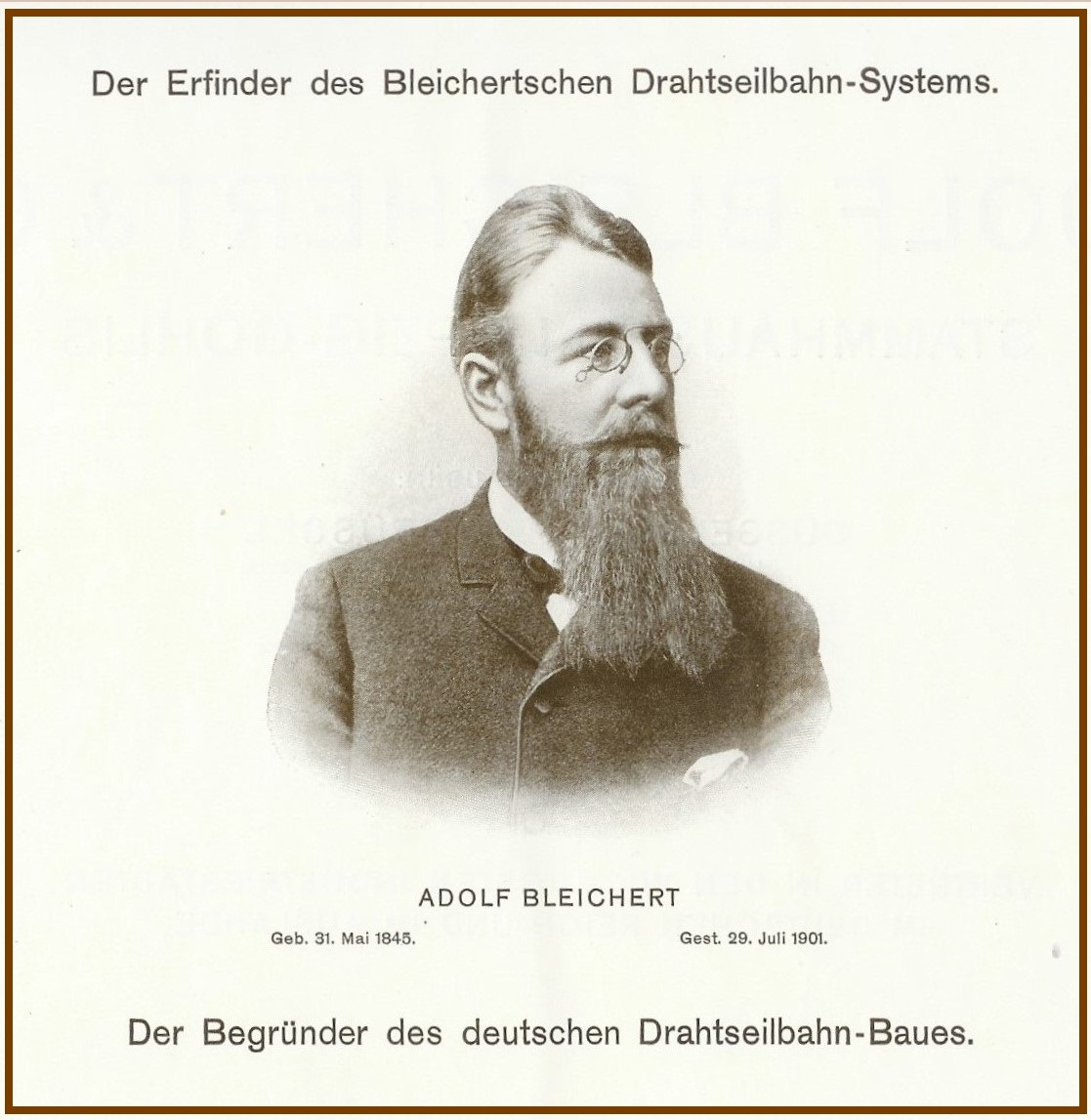
Adolf Bleichert – Gründer des Bleichertschen Drahtseilbahn Systems (BDS)

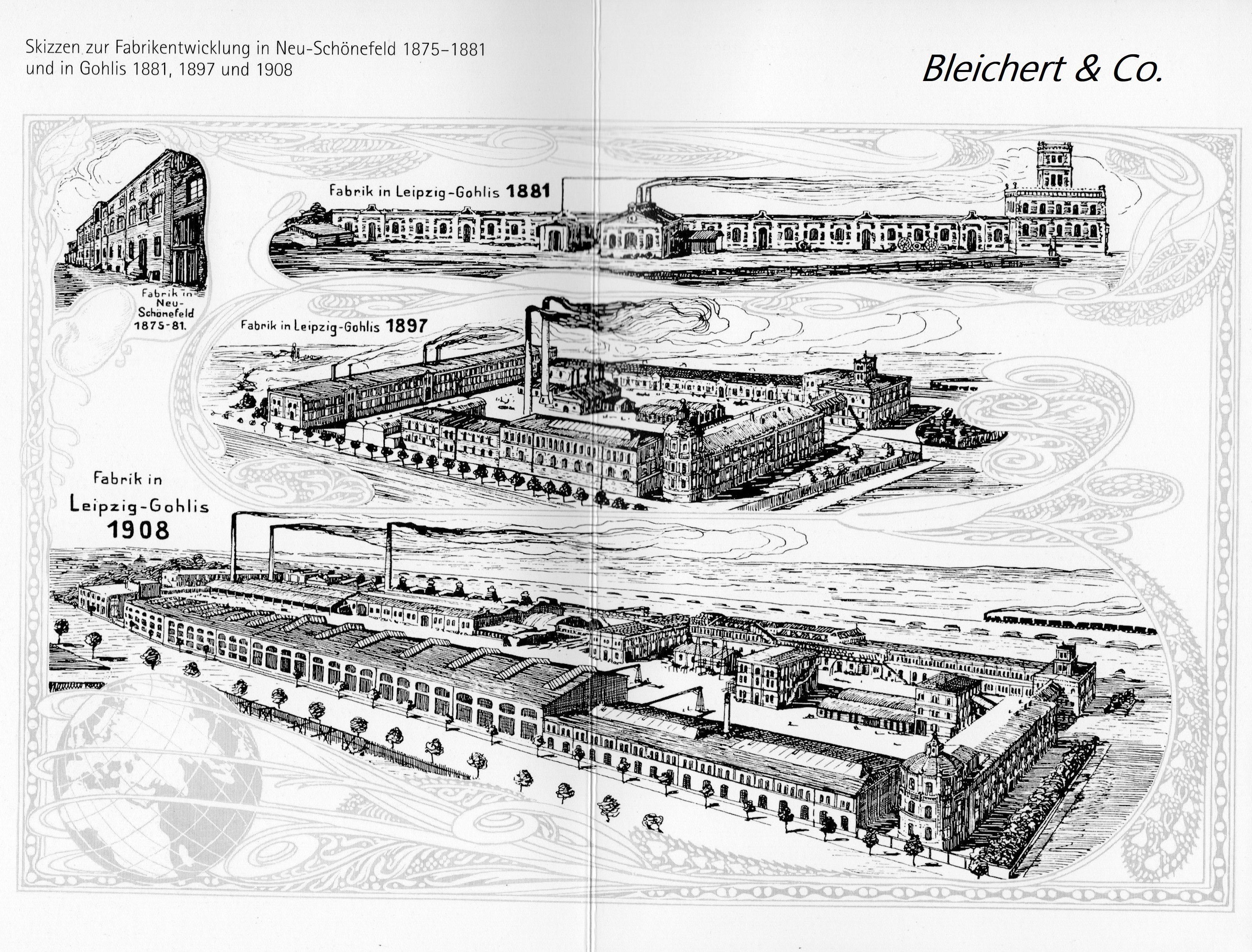
Adolf Bleichert & Co., Fabrikgelände 1881–1908 in Leipzig-Gohlis

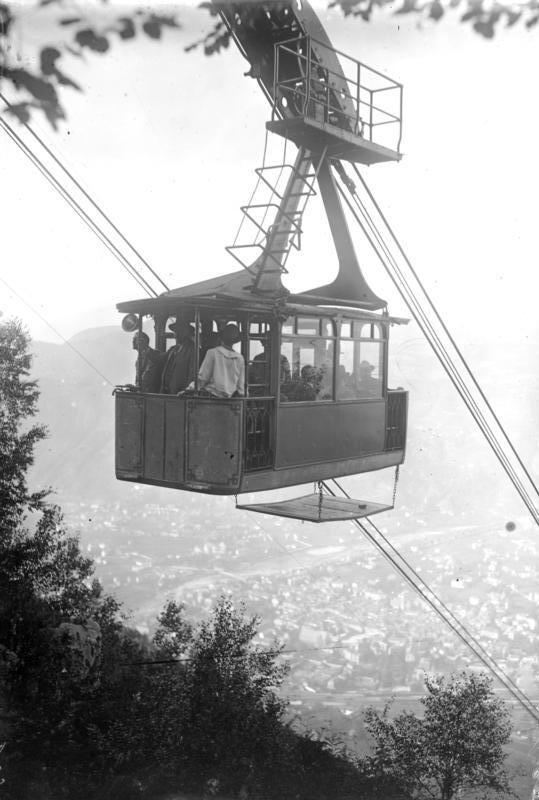
(Zweite) Kohlererbahn bei Bozen, Südtirol, erbaut 1913

Nachdem eine 1874 von Adolf Bleichert gegründete Seilbahnfabrik durch den Wechsel seines Gesellschafters Theodor Otto zu Julius Pohlig in Siegen beendet wurde, gründete Adolf Bleichert 1876 zusammen mit seinem Schwager, dem Kaufmann Peter Heinrich Piel, die Adolf Bleichert & Co. in Leipzig-Neuschönefeld, die sich bald einen Ruf als Hersteller und Erbauer von Drahtseilbahnen erwarb. 1881 wurde der Betrieb nach Leipzig-Gohlis verlegt, von wo er mit zunächst 20 technischen und kaufmännischen Angestellten („Beamten“) und 70 Arbeitern Seilbahnen in alle Welt lieferte. Vor allem die Rohstoff- und Schwerindustrie zeigte großes Interesse an den neuen Anlagen.
1888 erteilte Adolf Bleichert & Co. der amerikanischen Firma Cooper, Hewitt & Co., der Muttergesellschaft der Trenton Iron Company eine Lizenz zum Bau und Vertrieb von Bleichert-Seilbahnen in den USA. Trenton Iron konnte bald darauf eine große Zahl von Seilbahnen in den USA bis nach Alaska absetzen. 1896 brachte das Unternehmen eine verbesserte Exzenter-Klemmkupplung für Drahtseilbahnen mit der selbsttätigen Klemme Automat auf den Markt, die die Grundlage für die kuppelbaren Materialseilbahnen und Gondelbahnen bildete, deren Loren, Eimer oder Gondeln an den Stationen automatisch am Förderseil ein- und ausgekuppelt werden. Als 1901 Adolf Bleichert verstarb, hatte das Unternehmen mehr als 1000 Seilbahnen geliefert und gebaut, unter anderem in Frankreich, Spanien und Japan. Das Unternehmen wurde von seinen Söhnen Max und Paul erfolgreich weitergeführt.
Bis zum Ersten Weltkrieg hat die Firma Adolf Bleichert & Co. unter anderem folgende Seilbahnen gebaut, darunter einige, die als Bleichertsche Rekordbahnen weithin Beachtung fanden:
- 1876: Erste Luftdrahtseilbahn Deutschlands zum Eisenerztransport im Lahn-Dill-Gebiet, errichtet zwischen Tiefenbach und Stockhausen (350 m).[12]
- 1880: Seilbahn zum Transport von Eisenerz (Minette) von der Grube Doihl zu den Stahlwerken in Rodingen, Luxemburg[13]
- 1883: Seilbahnen zum Materialtransport für die Festungsbauten von Thorn, Ulm und Masua in Sardinien[14]
- 1890: Holztransportbahn Baina-Buschta in Serbien[15]
- 1900: Seilbahn vom Kappler-Stollen am Schauinsland bei Freiburg im Breisgau
- 1902: Drahtseilbahn der Kohlezechen Le Grand Hornu, Belgien[16]
- 1902: „Industriegleis“ in Blosdorf (Mladějov na Moravě) bei Mährisch Trübau (Moravská Třebová) (Mähren, Österreich-Ungarn; heute Tschechien)
- 1904: Loren-Seilbahn für die Harpener Bergbau AG in Dortmund (4.810 m lang)[17][18]
- 1905: Materialseilbahn Chilecito-La Mejicana, Argentinien (auch Drahtseilbahn von der Grube Famatina genannt)[19]
- 1906: Nickelerz-Verladeanlage für die Société Le Nickel (mit Hängebahn- und Seilbahn-Anlagen) an der Pazifikküste bei Thio (Neukaledonien)[20][21][22]
- 1906: Alsensche Drahtseilbahn, Drahtseilbahn der Alsenschen Portland-Zementfabrik in Itzehoe–Agethorst / Wacken (12,554 km lang)[23][24]
- 1907: Winkelstation einer Transportanlage am Storhaugen bei Oslo, Norwegen
- 1908: Kohlenseilbahn in Longyearbyen, Spitzbergen, Norwegen
- 1908: Kohleförderanlage im Kraftwerk Rummelsburg, Berlin
- 1909: Drahtseilbahn Mkumbara – Neu Hornow, Deutsch-Ostafrika (heute Tansania)[21][25]
- 1909: Drahtseilbahn im Shandonger Kohlerevier, China[26][27][28]
- 1910: Materialseilbahn für Eisenerz in Flamanville an der französischen Atlantikküste
- 1911: Materialseilbahn und Verladestationen auf Elba[29]
- 1913: Zweite Kohlerer Bahn in Bozen, Südtirol (Österreich-Ungarn, seit 1919 Italien)
- 1913: Kabelkrananlagen zum Bau der Jahrhunderthalle in Breslau

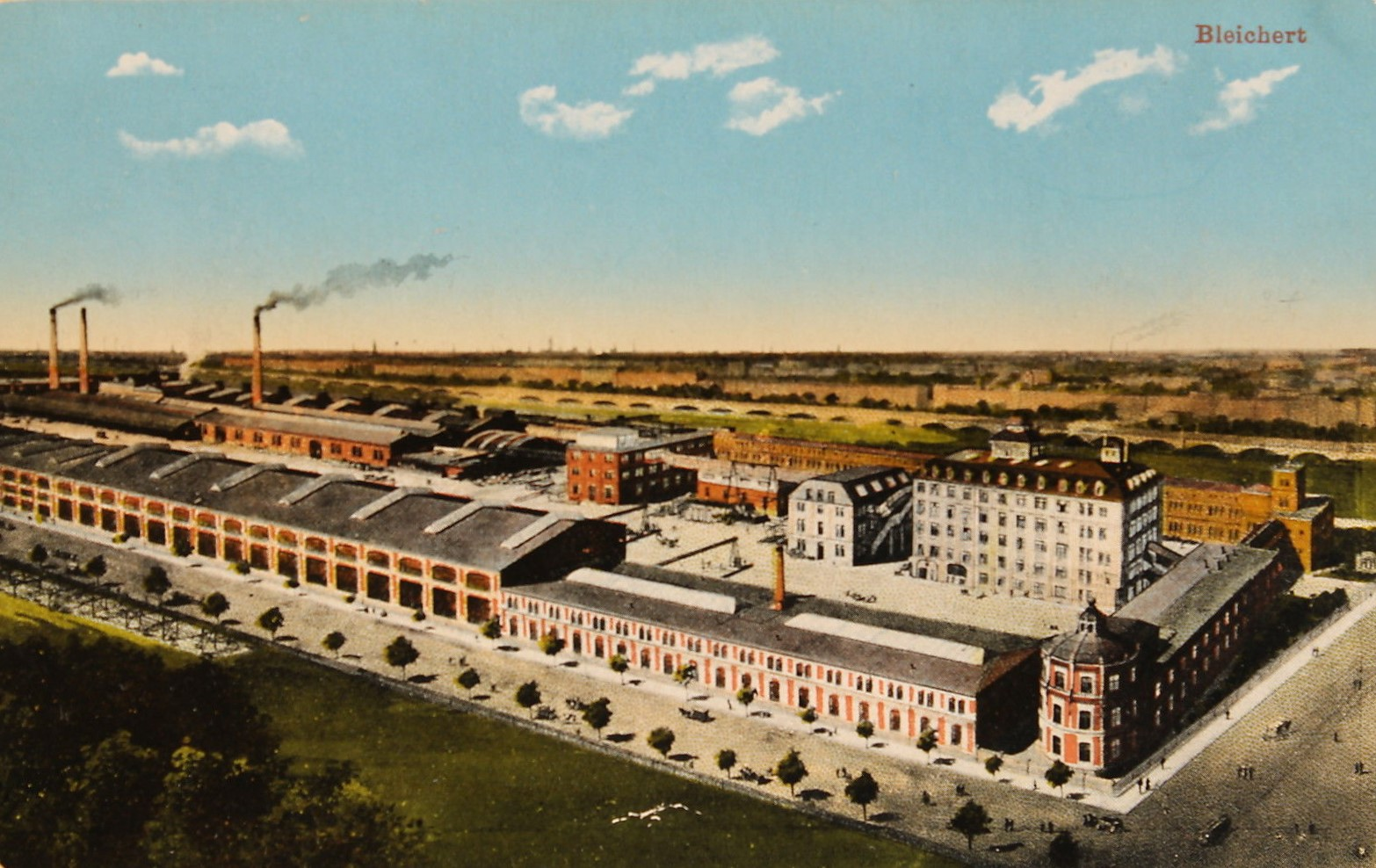
Postkarte aus 1910 mit Fabrikgelände der Adolf Bleichert & Co Leipzig-Gohlis

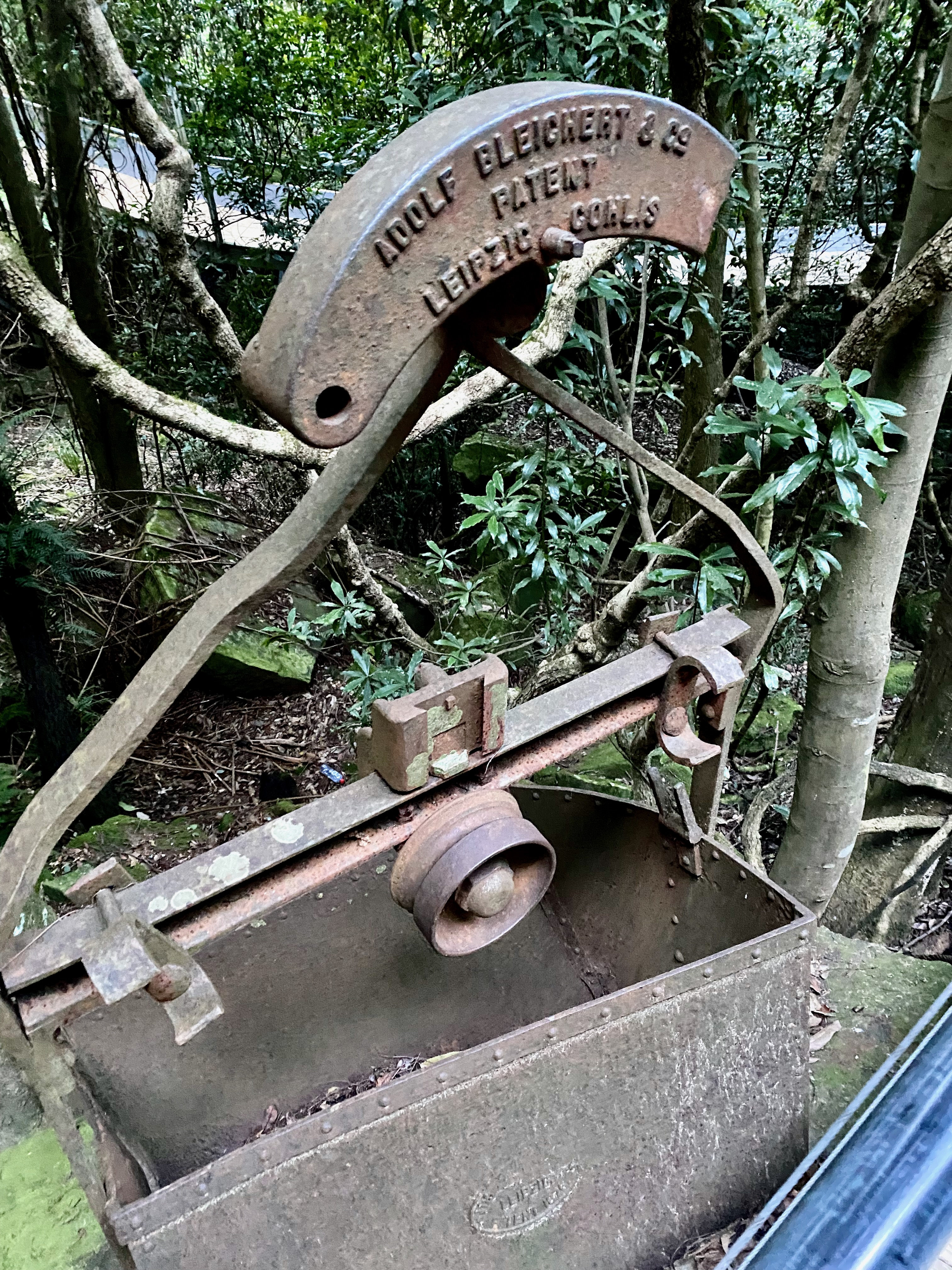
Einstige Bergbau-Ladeschaufel an einer Drahtseilbahn in den Blue Mountains, nahe Katoomba, NSW

Die Adolf Bleichert & Co. war seinerzeit der weltweit führende Seilbahnbauer, der sämtliche Weltrekorde hielt: die längste (34 km) und höchstgelegene (4630 m ü. M.) Seilbahn in Argentinien, die längste über Wasser in Neukaledonien, die leistungsstärkste in Flamanville (Frankreich; 500 t/h), die steilste im damaligen Deutsch-Ostafrika (86 %), die nördlichste in Spitzbergen (79°) und die südlichste in Chile (41°). Die Firma hatte Büros in Leipzig, Brüssel, Paris und London.
Nachdem gegen Ende des 19. Jahrhunderts leistungsfähige Elektromotoren verfügbar waren, wurde 1895 das Produktionsprogramm auf den Bau von Kranen, Schiffsver- und -entladeanlagen, Elektrohängebahnen, Lagerplatzbrücken etc. erweitert. Dabei wurden die Erfahrungen aus der Drahtseilbahnpraxis und die neuen Antriebe durch Elektromotore kombiniert, um werksinterne Kranbahnen, Hebezeuge und andere Transportmittel herzustellen, die nicht an Seilen, sondern an festen Hängeschienen liefen und mit den Elektromotoren enge Kurven fahren konnten. Da damit nur Steigungen bis zu 5 % möglich waren, wurden die steileren Strecken mit umlaufenden Seilen bewältigt, an die die Wagen automatisch angekuppelt wurden. 1901 wurde für diesen Geschäftszweig die Bleichert Transportanlagenbau GmbH gegründet und in Großbritannien die Bleichert's Aerial Transporters Ltd. (bis 1914).
Durch den Ersten Weltkrieg gingen die internationalen Geschäftsverbindungen weitgehend verloren. Das Unternehmen stellte in diesen Jahren eine große Zahl von Feldseilbahnen her, die in Leipzig nach einem Baukastensystem gefertigt wurden.
Max und Paul Bleichert wurden im März 1918 zur Anerkennung der Verdienste ihrer Gesellschaft von König Friedrich August III. von Sachsen in den Adelsstand erhoben.
Adolf Bleichert engagierte sich auch in der Braunkohlenindustrie und beteiligte sich ab 1891 im Bornaer Revier an der Grube Wyhra und der Brikettfabrik Neukirchen, die ab 1897 als Adolf Bleichert Braunkohlenwerke Neukirchen-Wyhra und ab 1905 als Bleichert’sche Braunkohlenwerke AG firmierte. Während des Ersten Weltkriegs übernahm Ignaz Petschek die Aktienmehrheit der Bleichert’sche Braunkohlenwerke AG und integrierte die Gesellschaft als Tochterunternehmen in die Niederlausitzer Kohlenwerke AG.

### 1918 bis 1932

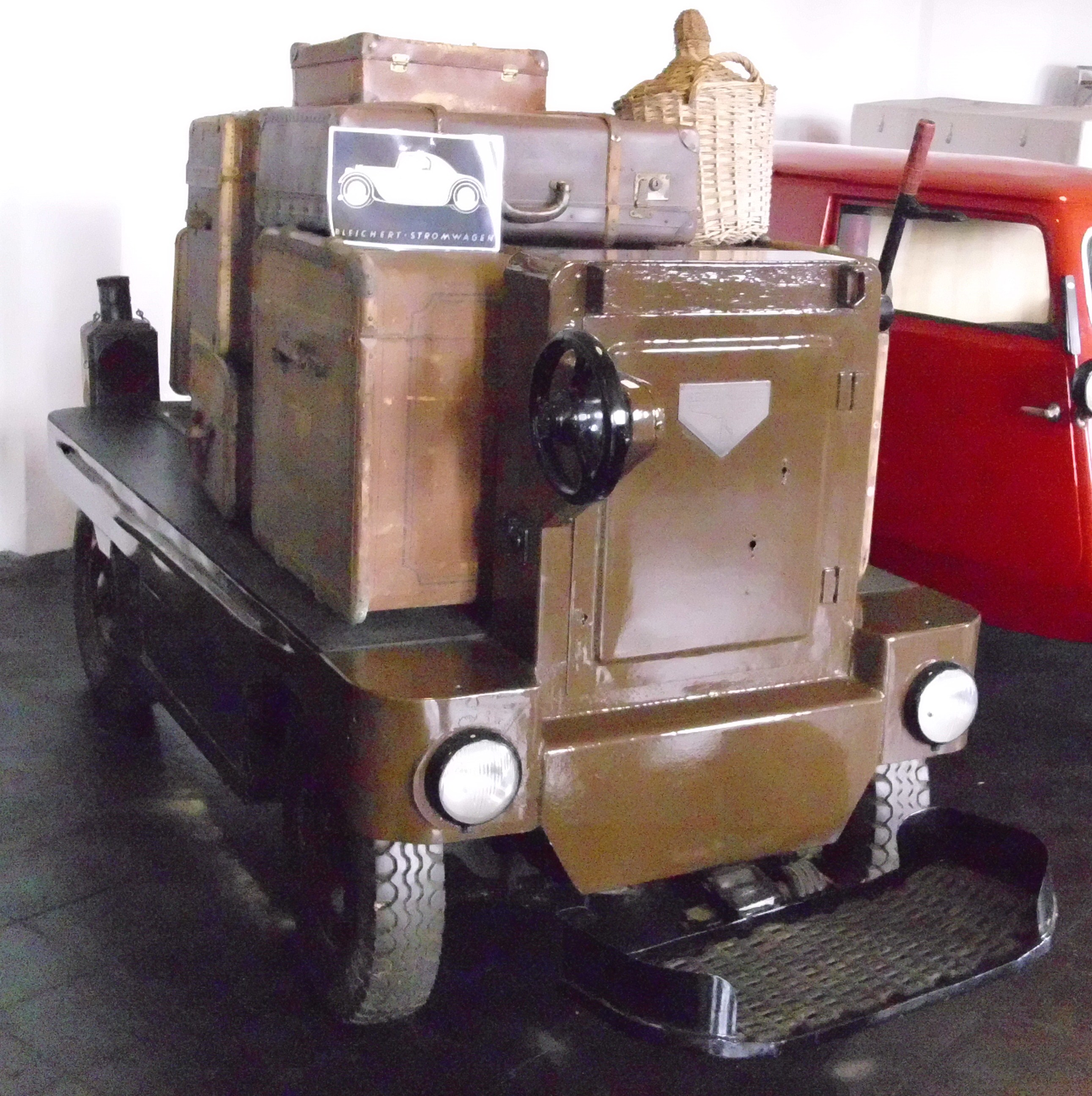
Elektrokarren Bleichert „Eidechse“ (1950)

Nach dem Ersten Weltkrieg verlagerte sich das Geschäft auf die Konstruktion und den Bau von Luftseilbahnen zur Personenbeförderung; insbesondere wurde 1924 ein Lizenzvertrag mit dem Südtiroler Ingenieur und Unternehmer Luis Zuegg abgeschlossen und in der weiteren Zusammenarbeit das System „Bleichert-Zuegg“ für Seilschwebebahnen entwickelt, das weltweite Beachtung fand. So konnte das Unternehmen mit folgendem Briefkopf auftreten und Bankkonten in Deutschland, Wien, Prag, Budapest, Amsterdam angeben:

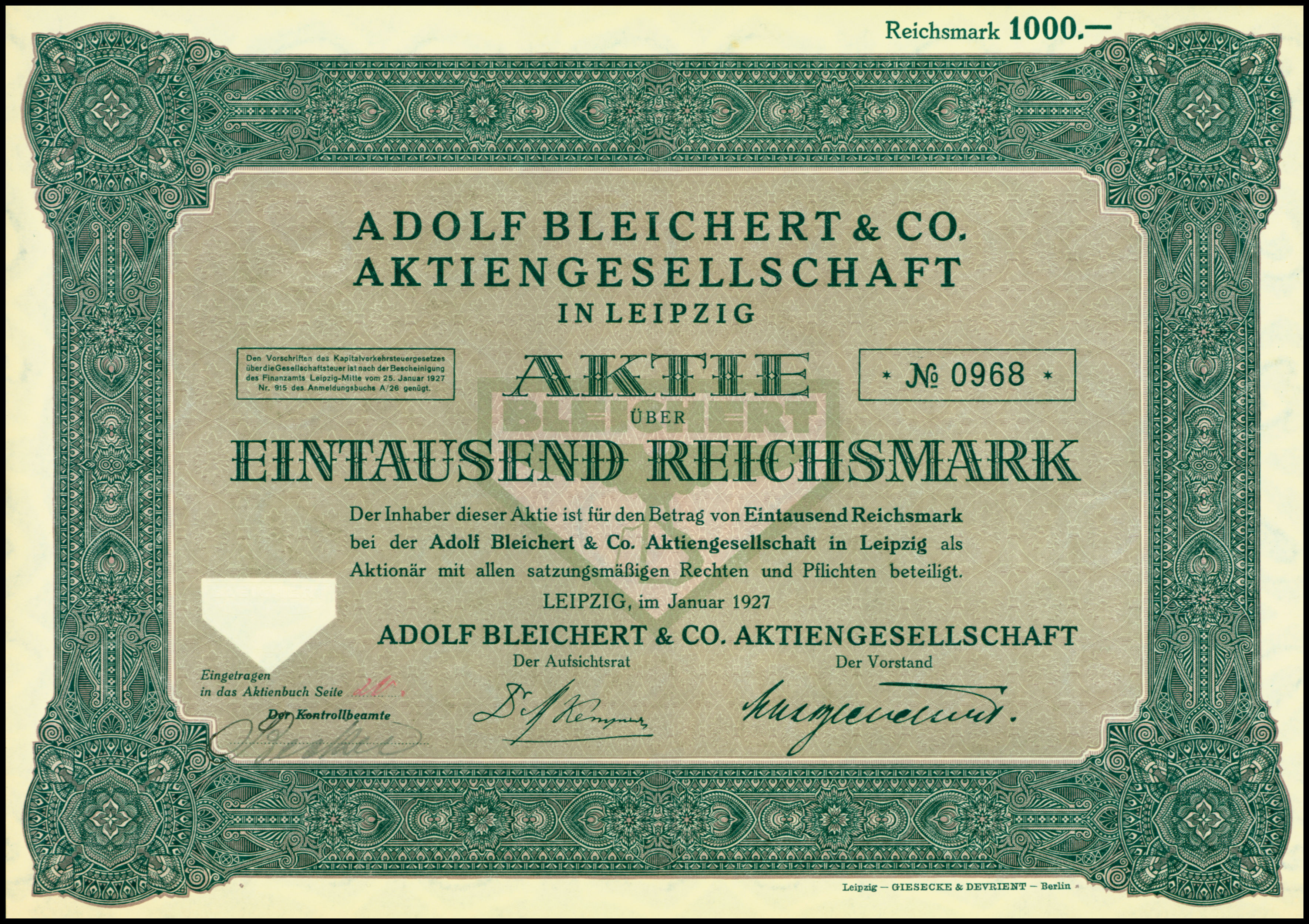
Aktie über 1000 RM der Adolf Bleichert & Co AG vom Januar 1927

„Adolf Bleichert & Co., Leipzig-Gohlis, Älteste und größte Fabrik der Welt für den Bau von Drahtseilbahnen und Elektrohängebahnen. / Kabelkrane / Becherwerke / Bandförderer. Fabriken in Leipzig-Gohlis, Leipzig-Eutritzsch und Neuß am Rhein“

1920 wurde ein weiteres Werk in Leipzig-Eutritzsch eröffnet. Die Adolf Bleichert & Co. patentierte 1923 eine „Lenkeinrichtung für Kraftkarren“, auf deren Grundlage ab 1926 der Elektrokarren Bleichert „Eidechse“ produziert wurde. Um das Risiko aus dem neuen Geschäft einzugrenzen, wurde 1924 die Adolf Bleichert & Co. Personen-Drahtseilbahnbau GmbH und 1928 die Bleichert Kabelbagger GmbH gegründet, die Seilbagger für den Tagebau herstellte. Die Adolf Bleichert & Co. wurde 1926 von einer offenen Handelsgesellschaft in eine AG umgewandelt. Paul von Bleichert schied 1927 aus gesundheitlichen Gründen aus dem Unternehmen aus und verkaufte seine Anteile an Felten & Guilleaume. 1928 beschäftigte das Unternehmen 1200 Angestellte und 2000 Arbeiter und hatte Tochtergesellschaften in Neuss und in Brünn.

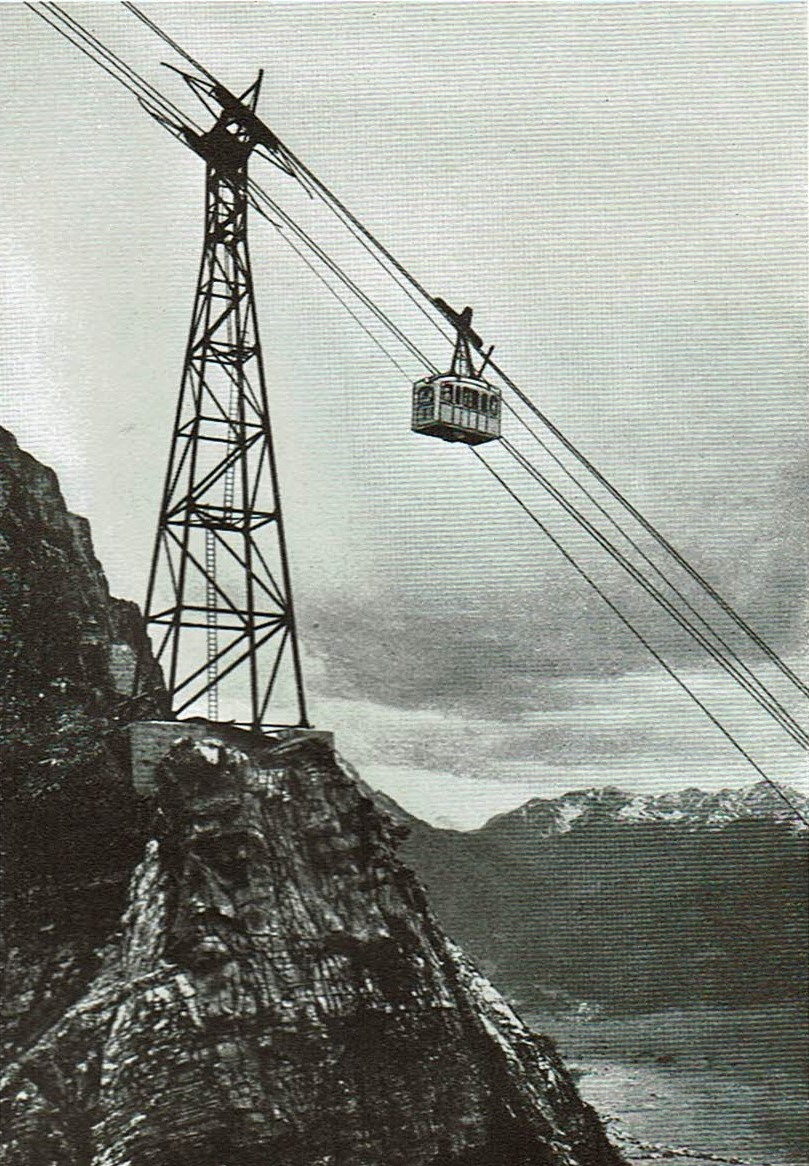
(Erste) Tiroler Zugspitzbahn Ehrwald-Obermoos, Tirol, erbaut 1926

In dieser Zeit wurde unter anderem ausgeführt:
- 1921/1922: Kabelkrananlage des Sägewerks Köster in Parey
- 1923/1924: Hängebrücke in Grimma

Insbesondere wurden folgende Seilbahnen gebaut, teilweise auch unter der Firma Adolf Bleichert & Co. Personen-Drahtseilbahnbau-Gesellschaft mbH:

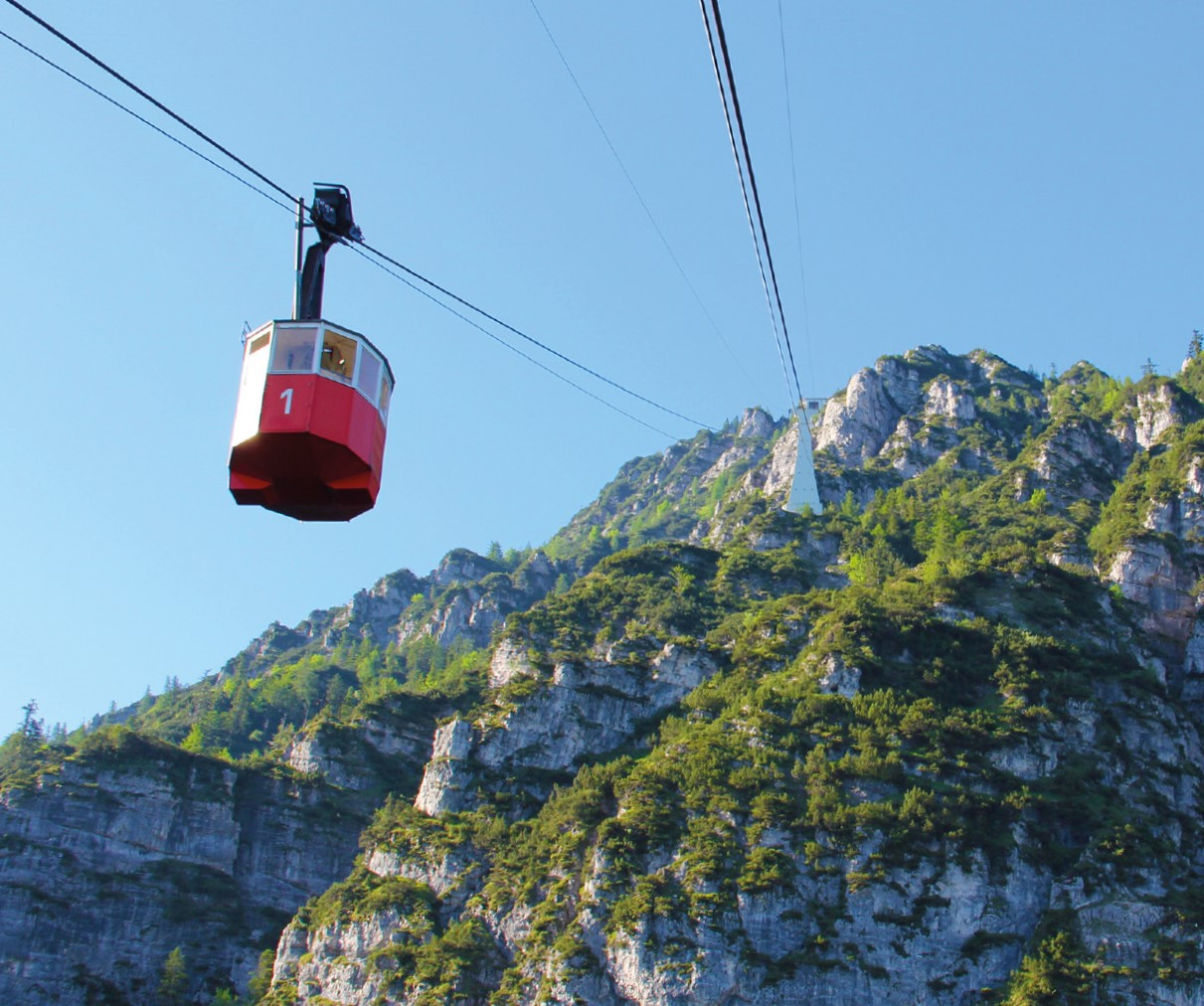
Predigtstuhlbahn bei Bad Reichenhall, erbaut 1928

- 1926: Kreuzeckbahn, Garmisch-Partenkirchen
- 1926: Raxseilbahn, Hirschwang, Niederösterreich (erste österreichische Seilbahn)
- 1926: Nordkettenbahn bei Innsbruck (Streckenführung und technisches Konzept), Österreich
- 1926: Tiroler Zugspitzbahn (form. Österreichische Zugspitzbahn), Ehrwald, Tirol, Österreich
- 1927: Pfänderbahn, Bregenz, Österreich
- 1927: Feuerkogelseilbahn im Höllengebirge, Ebensee, Oberösterreich
- 1927: Engelberg–Trübsee, Schweiz
- 1927: Schmittenhöhe, Zell am See, Österreich
- 1928: Predigtstuhlbahn, Bad Reichenhall
- 1928: Krossobanen, Rjukan, Norwegen
- 1928: Patscherkofelbahn, Innsbruck, Österreich
- 1928: Hafelekar, Innsbruck, Österreich
- 1928: Luftseilbahn Leimbach-Gut Mädikon, Leimbach (Stadt Zürich), Schweiz
- 1929: Tafelberg-Personenseilbahn, bei Kapstadt, Südafrika in Zusammenarbeit mit Julius Pohlig.
- 1928: Laaser Marmorbahn inklusive „Schrägbahn“ und Kabelkran, Laas, Südtirol, Italien
- 1928: Kanzelbahn, Annenheim, Kärnten, Österreich
- 1929: Wankbahn Garmisch-Partenkirchen
- 1929: Burgbergseilbahn, Bad Harzburg
- 1930: Montserrat, Katalonien, Spanien

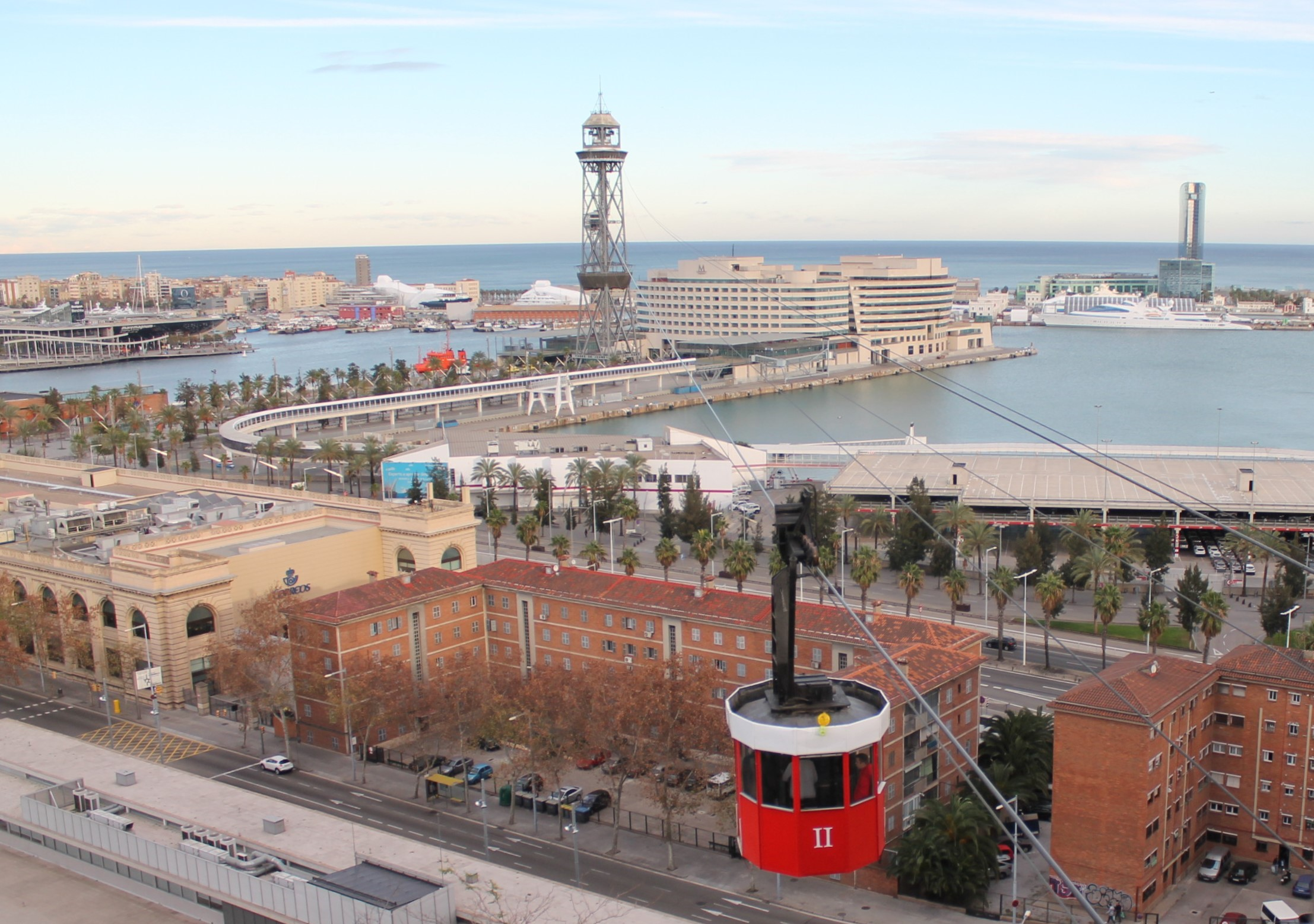
Teleférico del Puerto Barcelona, erbaut 1931

- 1931: Hafenseilbahn Barcelona / Miramar, Katalonien, Spanien
- 1931: Zugspitze, Gipfelseilbahn (Schneefernerhaus-Zugspitzgipfel)
- 1931: Sestriere, Piemont, Italien
- 1931: Entwurf einer Seilbahn auf den Jenzig bei Jena (nicht ausgeführter Kostenvoranschlag mit Skizze)[49]

Als Subunternehmen arbeitete die Simmeringer Maschinen- und Waggonfabrik beim Bau der Seilbahnen in Österreich.

### 1932 bis 1945
Infolge der Weltwirtschaftskrise ab 1929 kam es 1931 zum Kollaps des deutschen Bankensystems. Die Adolf Bleichert & Co. AG konnte bei rapide zurückgehenden Auftragseingängen noch ein Jahr durchhalten, musste dann aber am 4. April 1932 Konkurs anmelden. Dies bedeutete zwar das Ende der Familiengesellschaft, aber das Unternehmen als solches mit seiner Kompetenz wurde in der am 23. Juni 1932 gegründeten Auffanggesellschaft Bleichert-Transportanlagen GmbH weitergeführt, die mit 73 Angestellten und 96 Arbeitern an alter Stätte die Produktion fortsetzte. Mit Zustimmung des Gläubigerbeirates wurde das Unternehmen an den Stahl- und Seilehersteller Felten & Guilleaume – Carlswerk AG veräußert, der bereits seit 1927 Großaktionär bei Bleichert gewesen war. Die Kabelbagger-GmbH musste kurz darauf Konkurs anmelden, die Personenseilbahnbau-GmbH wurde als Tochter der Bleichert-Transportanlagen GmbH fortgeführt.
Unter den bis zum Zweiten Weltkrieg ausgeführten Pendelbahnen waren:
- 1934: Mont d’Arbois, Megève, Frankreich
- 1934: Seilbahn zur Bastille von Grenoble, Frankreich (im Konsortium Bleichert, Neyret-Beylier, Para und Milliat)[51]
- 1935: Luftseilbahn Schwägalp–Säntis, Schweiz
- 1935: Zakopane – Kasprowy Wierch, Polen
- 1937: Galzigbahn, Arlberg, Österreich

1934 wurde zusammen mit Ernst Constam in Davos in der Schweiz der erste Schlepplift mit selbsteinziehendem Bügel installiert, dem in den folgenden Jahren rasch weitere Anlagen unter anderem in Megève und St. Moritz folgten.
Auch Materialseilbahnen, wie die 1937 bis 1940 gebaute Seilbahn der Erzgrube Büchenberg oder die damals längste in einer Sektion gebaute Materialseilbahn Bulembu–Barberton gehörten zum Produktionsprogramm.
Neben dem Seilbahnbau wurden schon seit 1925 Elektrokarren in Lkw mit 1,5 t, ab 1936 bis 7 t Nutzlast umgerüstet und als Bleichert Stromwagen vertrieben. 1935 wurde ein zweisitziges Cabriolet mit Elektroantrieb (30 km/h, ca. 70 km Reichweite) entwickelt, das bis 1939 gebaut wurde. Eine andere Quelle gibt an, dass die Pkw-Produktion 1936 begann und nennt den Typ EL 800. Eine weitere Quelle bestätigt die Pkw-Produktion von 1936 bis 1939.
Im Zweiten Weltkrieg bezogen die Nationalsozialisten den Betrieb in die Rüstungswirtschaft ein und ließen Granathülsen produzieren. Die Werke in Gohlis und Eutritzsch wurden zum Teil schwer durch Bomben geschädigt.

### Seit 1945

#### In Leipzig

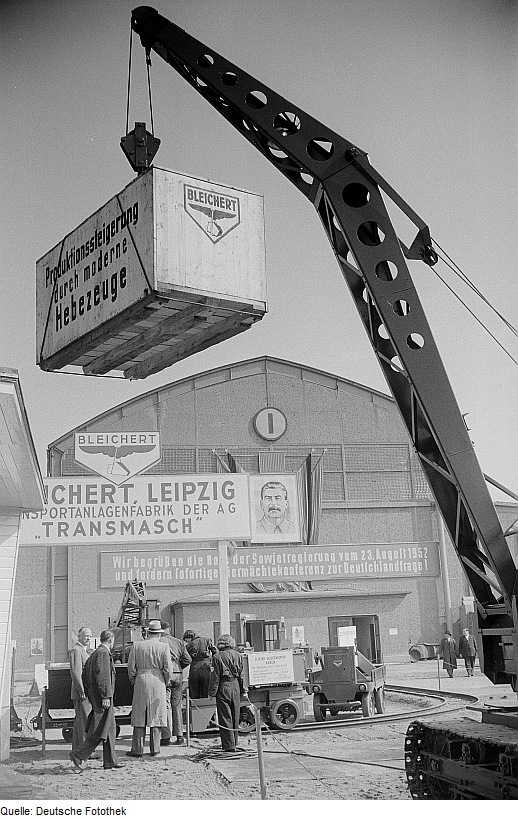
Messestand der Firma Adolf Bleichert & Co. auf der Leipziger Herbstmesse 1952 mit Raupenkran RK 3 „Mitschurin“

Nach dem Kriegsende blieb der Betrieb von Demontagen durch die sowjetische Besatzungsmacht verschont. Man begann, die Zerstörungen an den Gebäuden zu beseitigen und Ersatzteile für Krane, aber auch Kleinteile für den täglichen Bedarf, wie Handwagen, Spaten und Hacken herzustellen. Im Sommer 1946 übernahmen die sowjetischen Behörden das Unternehmen als Sowjetische Aktiengesellschaft unter der Firma Bleichert Transportanlagen Fabrik SAG Leipzig N 22. Sie gliederten es 1950 der SAG „Transmasch“ (russische Zusammensetzung aus Transport und Maschinen) an, wonach der Betrieb als Bleichert Transportanlagenfabrik der Aktiengesellschaft „Transmasch“ Leipzig firmierte. Er diente der Erfüllung von Reparationsleistungen an die Sowjetunion und produzierte Kabel- und Autokrane, Verladebrücken, Frässchaufler, Kugelschaufler und Elektrokarren, bald auch wieder Drahtseilbahnen.
Wegen der sich ausweitenden Produktion wurde 1949 in Eutritzsch eine neue Werkshalle gebaut. Das Denkmal des Firmengründers Adolf Bleichert wurde 1950 vom Betriebsgelände entfernt. Im gleichen Jahr hatte das Unternehmen mehr als 4000 Beschäftigte. Es diente als Trägerbetrieb der BSG Stahl Leipzig-Nord bzw. ab 1952 der BSG Motor Gohlis-Nord („MoGoNo“). Ab 1950 gab es im Werk Eutritzsch einen HO-Verkaufsstand, das Werk Gohlis beherbergte ab 1951 eine Konsum-Verkaufsstelle für Lebensmittel und Textilien sowie einen Betriebsfriseur. Der Betrieb war ein Schwerpunkt des Streiks am 17. Juni 1953. Der Aufstand wurde gewaltsam niedergeschlagen, einige Mitarbeiter wurden zu Haftstrafen verurteilt.
Die SAG Bleichert ging zum 1. Januar 1954 als einer der letzten Betriebe in DDR-Volkseigentum über. Dabei tilgte das Ministerium für Maschinenbau entgegen dem Wunsch der Betriebsleitung den Namen Bleichert aus der Firma: Aus der SAG wurde der VEB Schwermaschinenbau Verlade- und Transportanlagen Leipzig (VTA). Als Abwandlung des Autodrehkrans ADK-3 wurde ab 1953 der Raupenkran (RK) 3 „Mitschurin“ produziert. Ab 1954 kombinierte man den ADK-3 einerseits mit dem zivilen Lastwagen IFA H3A, andererseits mit dem Militärlaster IFA G5 für die Kasernierte Volkspolizei bzw. später die Nationale Volksarmee. VTA produzierte außerdem den ADK-5, dessen Traglast auf bis zu 5 Tonnen erhöht war und der auf den IFA H6 montiert wurde. Die Herstellung von Drahtseilbahnen, dem bekanntesten Produkt der früheren Bleichert-Werke, wurde nicht fortgesetzt. Die Villa Hilda, das frühere Wohnhaus der Fabrikantenfamilie Bleichert, diente ab 1956 als betriebseigenes Klubhaus, dem der Name des Ingenieurs und antifaschistischen Widerstandskämpfers Heinrich Budde verliehen wurde.

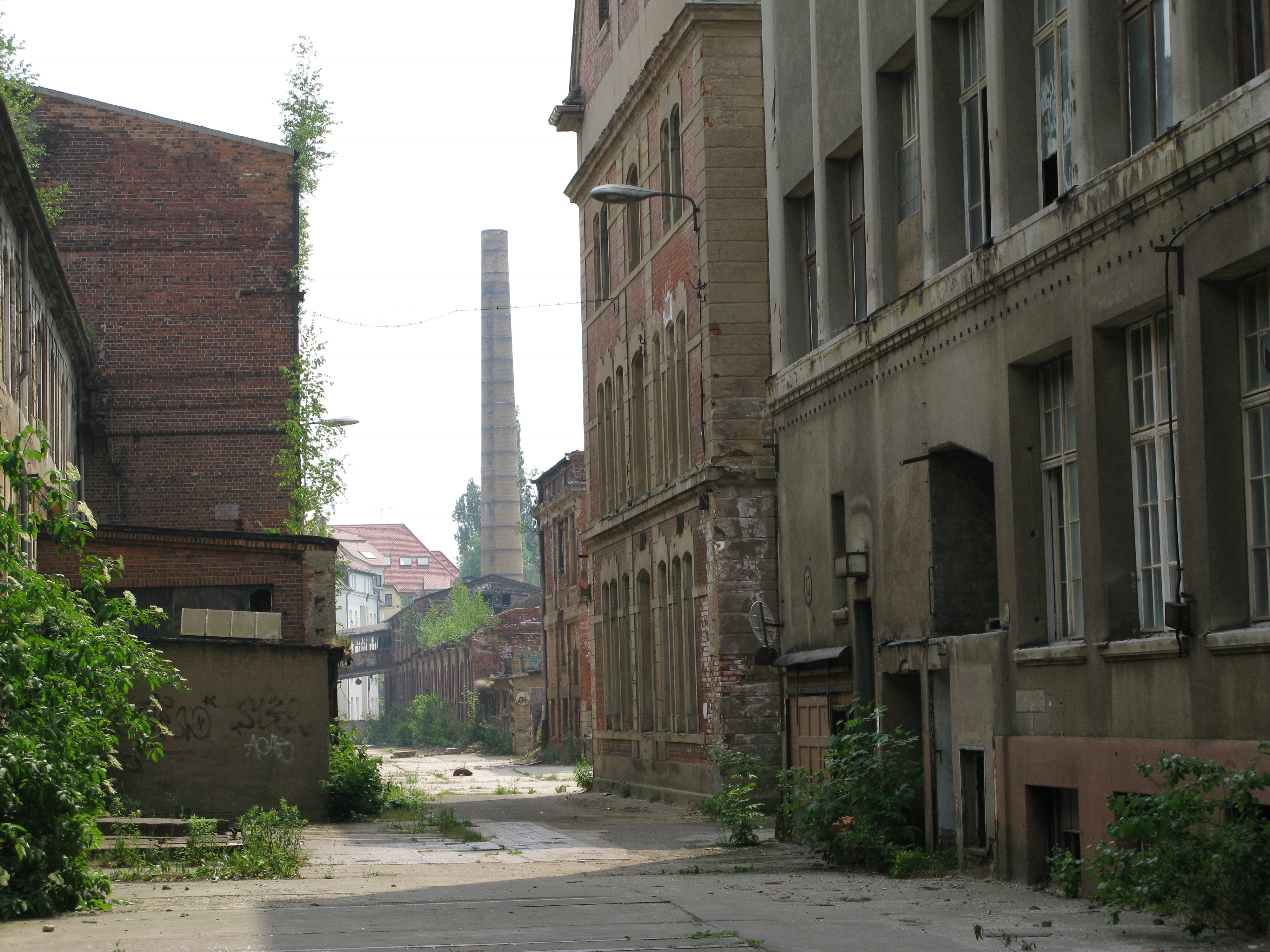
Teilansicht ehemalige Fabrik Adolf Bleichert & Co. Leipzig-Gohlis (2008)

Die Beschäftigtenzahl stabilisierte sich in den 1960er-Jahren auf etwa 4.000. Hauptprodukte der VTA waren später Bandanlagen für den Braunkohletagebau, Kabelkrananlagen (einschließlich Containerkrane für Hochseehäfen), Pratzen- und Schwimmkrane, Kugelschaufler, Elektrokarren und Gabelstapler. Vor allem letztere waren dem Betriebsdirektor Detlef Jank zufolge sehr begehrt. Die SED verlieh dem Betrieb 1973 den „Ehrentitel“ Paul Fröhlich. Der Leipziger SED-Funktionär Fröhlich hatte 20 Jahre zuvor einen Schießbefehl gegen die streikenden Arbeiter erteilt. Anschließend hieß der Betrieb VEB Verlade- und Transportanlagen Leipzig „Paul Fröhlich“. Dieser wurde 1985 zum Stammbetrieb des Kombinats TAKRAF.

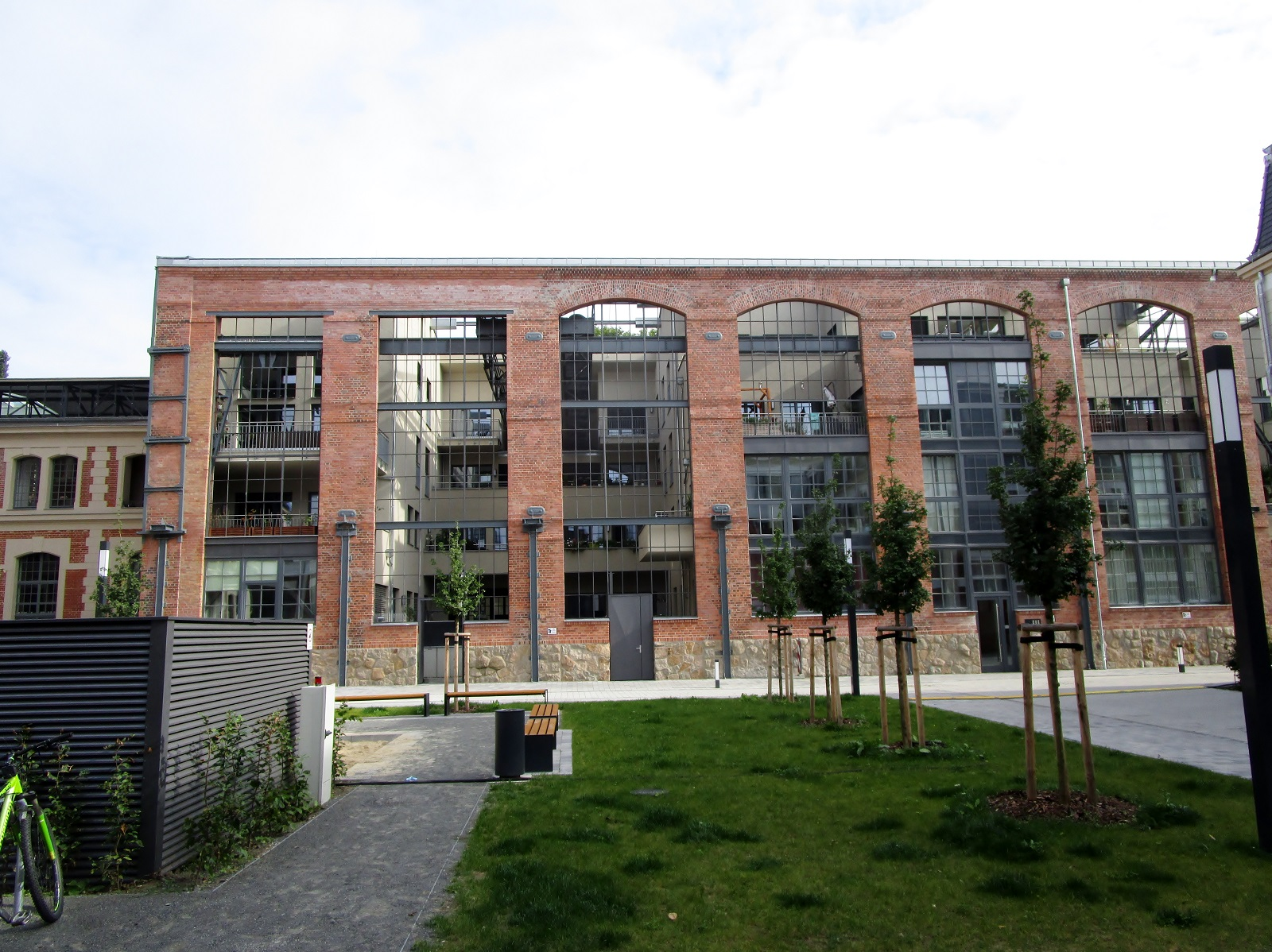
In den Gohliser Höfen (ehemals Bleichert-Werke, 2021)

Nach der Wende in der DDR wurde der VEB VTA 1990 in eine GmbH umgewandelt. Der Betrieb wurde 1991 eingestellt und die Mitarbeiter entlassen. Seither standen die Werkhallen leer. Teile des Personals wurden von der TAKRAF GmbH übernommen. Die VTA Leipzig GmbH ging am 1. April 1993 in die Liquidation. Das Staatsarchiv Leipzig übernahm von ihr neben einigen Akten die Fotosammlung mit etwa 15.000 Schwarz-Weiß-Abzügen und anderen Bildquellen sowie Prospekten und Katalogen. Die Stadt Leipzig kaufte das Klubhaus „Heinrich Budde“, das seither unter dem Namen Budde-Haus als soziokulturelles Zentrum dient. Die CG Gruppe und die Leipziger GRK-Holding bauten die Industrieruinen von 2014 bis 2021 für 80 Millionen Euro unter dem Namen „Gohliser Höfe“ zu einem neuen Stadtquartier mit Wohnungen, Gewerbeflächen, einer Kita und ein Parkhaus um.

#### In Westdeutschland
In Westdeutschland hatte die Felten & Guilleaume Carlswerk Actien-Gesellschaft in Köln mit dem Ende des Krieges und der Übernahme der Bleichert-Transportanlagen GmbH in eine Sowjetische Aktiengesellschaft den größten Teil ihrer Tochtergesellschaft verloren. Für die Unternehmensteile im Westen gründete sie deshalb 1946 die Bleichert Transportanlagen GmbH, Köln. Felten & Guilleaume, die die Fa. Gesellschaft für Förderanlagen Ernst Heckel, Saarbrücken schon 1927 und 1933 auch die J. Pohlig AG, Köln übernommen hatten, vereinigten diese Unternehmen 1962 zur PHB Pohlig-Heckel-Bleichert Vereinigte Maschinenfabriken AG, Köln. Diese Gesellschaft wurde 1980 mit der Weserhütte AG zur PHB Weserhütte fusioniert, die zu den führenden Anbietern von Maschinen und Anlagen zur Gewinnung und Aufbereitung von Rohstoffen, wie zum Beispiel Seilbagger und Raupenkräne, gehörte. 1987 musste diese Sparte jedoch wegen hoher Verluste geschlossen werden.
1961 wurde die Adolf Bleichert Förderanlagen Vertriebs GmbH in Osterburken gegründet.
Allerdings erwarb Orenstein & Koppel (O & K) die Seilbahnabteilung in Köln, um den laufenden Auftrag zum Umbau der Schauinslandbahn fortzuführen. Mit diesem nun PWH Anlagen und Systeme GmbH genannten Unternehmen wurde nicht nur die Schauinslandbahn fertiggestellt, sondern auch die Seilbahn auf den Brévent in Chamonix und die Rofanseilbahn in Maurach am Achensee sowie verschiedene Materialseilbahnen gebaut. O & K gehörten zum Hoesch-Konzern, der von der Friedrich Krupp AG übernommen wurde. Krupp integrierte die PWH Anlagen und Systeme GmbH in seine Krupp Industrietechnik GmbH, die dann als Krupp Fördertechnik GmbH auftrat. Der Seilbahnbereich wurde jedoch aufgegeben, technische Seilbahnzeichnungen wurden an Doppelmayr veräußert. Damit endeten auch in Westdeutschland die noch verbliebenen Reste der Seilbahntradition der Adolf Bleichert & Co.
Nach der Fusion zwischen Krupp und Thyssen wurde die Gesellschaft in ThyssenKrupp Fördertechnik GmbH umbenannt, einem Weltmarktführer im Bereich der Kabelkrane. Der Name PHB lebt in einer 1955 in Brasilien gegründeten Pohlig-Heckel do Brasil Indústria e Comércio LTDA fort, die an brasilianische Investoren verkauft wurde und Transportanlagen für Südamerika herstellt.